# West Wollongong
West Wollongong är en förort i Australien.   Den ligger i kommunen City of Wollongong och delstaten New South Wales, i den sydöstra delen av landet, 190 km nordost om huvudstaden Canberra. West Wollongong ligger 36 meter över havet och antalet invånare är 4 144.
Terrängen runt West Wollongong är platt åt sydost, men åt nordväst är den kuperad. Havet är nära West Wollongong åt sydost. Trakten är tätbefolkad. Närmaste större samhälle är Wollongong, 2,7 km öster om West Wollongong. 